# Англо-японское соглашение (1939)
Соглашение Ариты — Крейги — соглашение, заключенное в результате обмена нотами между британским послом Робертом Лесли Крейги и министром иностранных дел Японии Хатиро Аритой.
По этому соглашению Великобритания признала «свободу рук» Японии в Китае, а Япония пообещала не предпринимать действий, которые могли бы ограничить британские интересы в Китае.

## История
В 1937 году началась необъявленная война между Японией и Китаем. Спор же между Великобританией и Японией по вопросу интересов в Китае начался с инцидента в Тяньцзине в апреле 1939 года, когда на территории международного сеттльмента в Тяньцзине был убит директор морской таможни — прояпонски настроенный китаец. Китайцы, подозреваемые в совершении преступления, укрылись на территории английской концессии. Более того, англичане ответили отказом на просьбу японцев о его выдаче. На что японцы ответили блокадой британской концессии в Тяньцзине. После этого, японцы принялись проводить антибританские акции по всему Китаю, а также стали требовать уступок при создании «нового порядка» во всей Восточной Азии. Таким образом, инцидент в Тяньцзине вылился в спор о британском и японском влиянии в Китае.
Переговоры между британским послом Робертом Крейги и министром иностранных дел Японии Хатиро Аритой начались 15 июля 1939 года. Сначала был рассмотрен вопрос о влиянии в Китае, затем стороны перешли к вопросу об инциденте в Тяньцзине. Британское правительство, реально оценив ситуацию, решило пойти на уступки.

### Последствия
По условиям соглашения за Японией признавались «особые права» в Китае (то есть де-факто признавались её территориальные захваты), плюс Великобритания гарантировала невмешательство в действия японских оккупационных властей. Это существенно укрепляло позиции Японии в Китае и позволяло японскому командованию смелее использовать войска из состава дислоцированных здесь экспедиционных сил на халхинголском направлении, после того как в июле японцы потерпели поражение в Баинцаганском сражении.
Для нацистской Германии заключение «пакта Арита-Крейги» оказалось дипломатическим поражением, ибо стало невозможным использовать Японию для отвлечения Великобритании от европейских событий и уменьшало шансы добиться международной изоляции Польши. На тот момент Германия и Япония уже почти три года были связаны союзническими обязательствами.
Для Советского Союза, который в тот момент уже воевал с Японией в Монголии, факт заключения Великобританией соглашения с членом Антикоминтерновского пакта стал свидетельством нежелания Лондона заключать соглашение с СССР и его готовности пойти на заключение аналога Мюнхенского соглашения.